# Сугат
Сугат — деревня в Талицком городском округе Свердловской области России.

## Географическое положение
Сугат находится в 9 километрах (по автодорогам в 12 километрах) к северу от города Талицы, на обоих берегах реки Сугатки — левого притока реки Пышмы. На Сугатке в деревне расположен пруд. По южной окраине Сугата пролегает автомагистраль Р351 (Екатеринбург — Тюмень), или Сибирский тракт.

## Население
| 2002 | 2010 | 2021 |
| ---- | ---- | ---- |
| 335  | ↘303 | ↘279 |